# Обратное заимствование
Обратное заимствование, возвратное заимствование — заимствование слова из одного языка в другой, а затем обратно, но в другой форме или с другим значением.
В результате, как правило, появляется языковой дублет, и обратное заимствование сосуществует с исходным словом, но возможна и ситуация, когда исходное слово уже исчезает. Обратно заимствован может быть новый смысл слова, тогда речь идет о семантическом заимствовании. Например, английское pioneer заимствовано из среднефранцузского языка в смысле «пехотинец, пешеход», в английском оно приобрело значение «первопоселенец, новатор», затем это новое значение было заимствовано назад во французский. В процессе перехода слово может калькироваться, например: англ. ready to wear → фр. prêt-à-porter (1951) → англ. prêt-à-porter (1957).
Возвращение слова в исходный язык может быть более сложным, и слова могут перемещаться через несколько разных языков, прежде чем попасть назад.

## Морфемы
Возможна ситуация, когда какое-то слово образуется из корней другого языка, а затем это слово заимствуется в этот другой язык или его современный потомок.
На Западе так происходит с неоклассическими образованиями, которые образованы из латинских и древнегреческих корней, а затем заимствуются в романские языки или новогреческий. Латынь достаточно широко распространена, поэтому латинские термины, появившиеся не в романском языке, а затем заимствованные в романский язык, не бросаются в глаза, но это не так для слов из древнегреческих корней и заимствованных в современный греческий (например, τηλεγράφημα telegrafíma «телеграмма»).
Этот процесс особенно заметен с китайским и японским языками, когда в конце XIX и начале XX века в японском языке было придумано много слов по китайским корням (исторически эти термины часто проходили через Корею), они известны как васэй-канго (яп. 和製漢語, китайские слова из Японии), и затем заимствованы в современный китайский (и часто корейский) с соответствующим произношением; с середины XX века такие заимствования встречаются гораздо реже. Многие такие слова можно посчитать настоящими китайскими, известные примеры: 文化 бунка («культура») и 革命 какумей («революция»).

## Примеры
| Древнескандинавский:                          | klubba                                                                                             | → | Английский:  | club                                                | → | Норвежский:         | klubb ("association of people")                               |   |             |           |
| Французский:                                  | tenez                                                                                              | → | Английский:  | tennis                                              | → | Французский:        | tennis (the sport)                                            |   |             |           |
| Французский:                                  | cotte                                                                                              | → | Английский:  | riding coat                                         | → | Французский:        | redingote                                                     | → | Английский: | redingote |
| Греческий:                                    | κίνημα (kínēma, movement)                                                                          | → | Французский: | cinéma(tographe)                                    | → | Greek:              | σινεμά (sinemá, cinema)                                       |   |             |           |
| Нидерландский:                                | bolwerk (bulwark, bastion)                                                                         | → | Французский: | boulevard                                           | → | Нидерландский:      | boulevard ("broad avenue")                                    |   |             |           |
| Нидерландский :                               | manneken "little man"                                                                              | → | Французский: | mannequin                                           | → | Нидерландский:      | mannequin ("catwalk model")                                   |   |             |           |
| Средненидерландский :                         | snacken "to gasp/bite at" /ˈsnɑkən/                                                                | → | Английский:  | to snack                                            | → | Нидерландский:      | snacken /ˈsnɛkən/                                             |   |             |           |
| Английский:                                   | crack (fun)                                                                                        | → | Ирландский:  | craic (fun)                                         | → | Английский:         | craic (fun of a quintessentially Irish type)                  |   |             |           |
| Английский:                                   | animation                                                                                          | → | Японский:    | アニメ (anime)                                      | → | Английский:         | anime (Japanese animation)                                    |   |             |           |
| Английский:                                   | professional wrestling                                                                             | → | Японский:    | プロレス (puroresu)                                 | → | Английский:         | puroresu (Japanese professional wrestling)                    |   |             |           |
| Иврит:                                        | תַּכְלִית /taχˈlit/ (purpose)                                                                          | → | Идиш:        | תכלית /ˈtaχləs/ (result; purpose; serious business) | → | Иврит:              | תַּכְלֶס /ˈtaχles/ (directly, matter-of-factly, cutting the crap) |   |             |           |
| Испанский:                                    | tronada (thunderstorm)                                                                             | → | Английский:  | tornado                                             | → | Испанский:          | tornado                                                       |   |             |           |
| Китайский:                                    | 革命 (dynastic changes)                                                                            | → | Японский:    | 革命 (revolution)                                   | → | Китайский:          | 革命 (revolution)                                             |   |             |           |
| Китайский:                                    | 共和 (Gonghe Regency)                                                                              | → | Японский:    | 共和 (republic)                                     | → | Китайский:          | 共和 (republic)                                               |   |             |           |
| Китайский:                                    | 抹茶 (A lost way of tea making)                                                                    | → | Японский:    | 抹茶 (matcha)                                       | → | Китайский:          | кит. Шаблон:Linktext (Japanese style matcha)                  |   |             |           |
| Японский:                                     | 神風 (しんぷう/Shinpū, or かみかぜ/"kamikaze"; divine wind; name of one naval suicide unit in WW2) | → | Английский:  | kamikaze (broad term for all suicide attacks)       | → | Японский:           | kamikaze (かみかぜ; suicide attack)                           |   |             |           |
| Цюаньчжанское наречие или Кантонский диалект: | кит. Шаблон:Linktext (кит. ) (type of fish sauce)                                                  | → | Английский:  | ketchup (table sauce/tomato ketchup)                | → | Кантонский диалект: | кит. Шаблон:Linktext (кит. ) (ketchup)                        |   |             |           |
| Орхоно-енисейский:                            | ülüş (share, portion)                                                                              | → | Монгольский: | ulus (country, division)                            | → | Турецкий:           | ulus (nation)                                                 |   |             |           |
| Турецкий:                                     | bey armudu (bergamot, «lord’s pear»)                                                               | → | Итальянский: | bergamotto                                          | → | Французский:        | bergamote                                                     | → | Turkish:    | bergamot  |
| Среднемонгольский:                            | jarlig (royal decree)                                                                              | → | Русский:     | yarlyk (label, price tag)                           | → | Монгольский:        | yarlyk (price tag)                                            |   |             |           |

## Комментарии
1. ↑  Imperative form of the verb tenir, "to hold".
2. ↑  figuratively used in the Flemish textile industry for a model of a human figure on which clothing was created or displayed
3. ↑  Borrowed from English directly as アニメーション (animēshon) and usually abbreviated to アニメ in a manner quite common in Japanese.
4. ↑  Borrowed from English directly as プロフェッショナル・レスリング (purofesshonaru resuringu) and usually abbreviated to プロレス in a manner quite common in Japanese.